# Couratari macrosperma
Couratari macrosperma är en tvåhjärtbladig växtart som beskrevs av Albert Charles Smith. Couratari macrosperma ingår i släktet Couratari, och familjen Lecythidaceae. Inga underarter finns listade i Catalogue of Life.